# Louisa da Conceição
Louisa Sança Silva Illaria da Conceição (ur. 7 grudnia 1974 w Praia) – koszykarka z Republiki Zielonego Przylądka, uczestniczka mistrzostw Afryki 2005 i 2007.
Podczas mistrzostw w 2005 roku, reprezentacja Republiki Zielonego Przylądka zajęła siódme miejsce. Podczas tego turnieju, da Conceição wystąpiła w pięciu meczach, w których zdobyła 39 punktów. Zanotowała także pięć przechwytów, jedną asystę, jedną zbiórkę ofensywną i osiem zbiórek defensywnych. Ponadto ma na swym koncie także siedem strat i siedem fauli. W sumie na parkiecie spędziła około 84 minuty.
Na następnych mistrzostwach Afryki (które odbyły się w Senegalu), reprezentacja tego kraju (z da Conceição w składzie), zajęła dziewiąte miejsce. Koszykarka ta wystąpiła w siedmiu meczach, zdobywając 22 punkty. Zanotowała 12 asyst, dwa przechwyty, trzy zbiórki ofensywne, 21 zbiórek defensywnych oraz 10 fauli i 17 strat. Na parkietach senegalskich, da Conceição grała przez 149 minut.

## Statystyki z Mistrzostw Afryki
| Rok  | Reprezentacja                 | M | MPG  | FG%   | 3P%   | FT%   | RPG | APG | SPG | BPG | PPG |
| ---- | ----------------------------- | - | ---- | ----- | ----- | ----- | --- | --- | --- | --- | --- |
| 2005 | Republika Zielonego Przylądka | 5 | 16,8 | 37,5% | 36%   | 66,7% | 1,8 | 0,2 | 1   | 0   | 7,8 |
| 2007 | Republika Zielonego Przylądka | 7 | 21,3 | 12,5% | 14,3% | 72,7% | 3,4 | 1,7 | 0,3 | 0   | 3,1 |